# 아쿠아플러스
아쿠아플러스(AQUAPLUS)는 일본의 어덜트 게임 제작사이다. 어덜트 게임 브랜드인 리프와 전연령 브랜드인 아쿠아플러스로 게임을 발매하고 있다. 또한, 음악 관련사업이나 자동차 관련사업, 프랜차이즈로써 음식점도 경영하고 있다.

## 사업 내용
게임 회사로서는 드물게, 여러 가지 사업을 펼치고 있다.
- 컴퓨터 게임 소프트 개발, 발매

Leaf・AQUAPLUS
- CD 등의 제작, 판매, 가수・연주가의 매니지먼트

음악사업부, 관련기업: 픽스레코드(본사 빌딩 내)
- 음악 스튜디오 영업

STUDIO AQUA(본사 빌딩 내 7층)
관서의 인디 아티스트를 타겟으로 스튜디오를 영업. 또 자사의 게임 음악 녹음도 여기에서 행해지고 있다.
- 식당 프랜차이즈

효고현 내에서 REINS나 G.taste의 프랜차이즈 점포를 영업.
- 자동차 판매, 가공

효고현 타카 구 타카 정에서 자동차 전문점 AQUA를 경영하고 있다. 2007년 8월 31일로서 폐점.스바루차에 특화되어 있어, 레이스용 튜닝·커스터마이즈나 파트의 판매를 실시하고 있었다.
원래는 시모카와 나오야의 아버지가 창업한 가게를 계승한 것으로, 회사명의 「아쿠아」도 여기서부터 유래되었다.

## 연혁
- 1994년 10월 효고현 이타미시에 게임, 음악제작회사 유한회사 U-OFFICE라는 이름으로 설립.
- 1995년 11월 U-OFFICE 브랜드로 전연령 게임 LEGAM 발매.
- 1996년 5월 사명을 주식회사 아쿠아로 변경함으로써 주식회사로 변경.
- 1998년 사명을 주식회사 아쿠아플러스로 변경.
- 1998년 10월 도쿄도 도시마구에 동경개발실을 설립.
- 1999년 3월 25일 아쿠아플러스 브랜드로 투하트를 플레이스테이션용으로 발매. 처음으로 가정용 게임기에 진출하다.
- 1999년 5월 픽스레코드를 설립, 첫 작품인 투하트 Soundtrack(플레이스테이션판)을 발매.
- 2000년 6월 본사를 오사카부로 이전.

## 애니메이션 작품
- ToHeart2
- 칭송받는 자 OVA